# Альбицци, Филиппо ди Орландо
 Филиппо ди Орландо Альбицци (итал.  Filippo di Orlando Albizzi; в второй половине XIII , Флоренция — 1333, там же) — флорентийский государственный деятель. Сын Орландо дельи Альбицци, брат Антонио Альбицци, дед Мазо Альбицци.

## Биография
Занимал пост приора шерстеного цеха флорентийской синьории 1317 года. В 1319 член флорентийской синьории, в 1324 заведующий Орсанмикеле, в 1325 капитан монетного двора. В 1329 один из двенадцати Буономини.

## Семья
В 1304 году женился на Контессе ди Синибальдо Донати, входе этого брака он получил от неё трёх детей
- Пьеро, женился на Маргарите Строцци
- Лука, отец Мазо Альбицци
- Гита, мать Пьетро Корсини